# 石干見

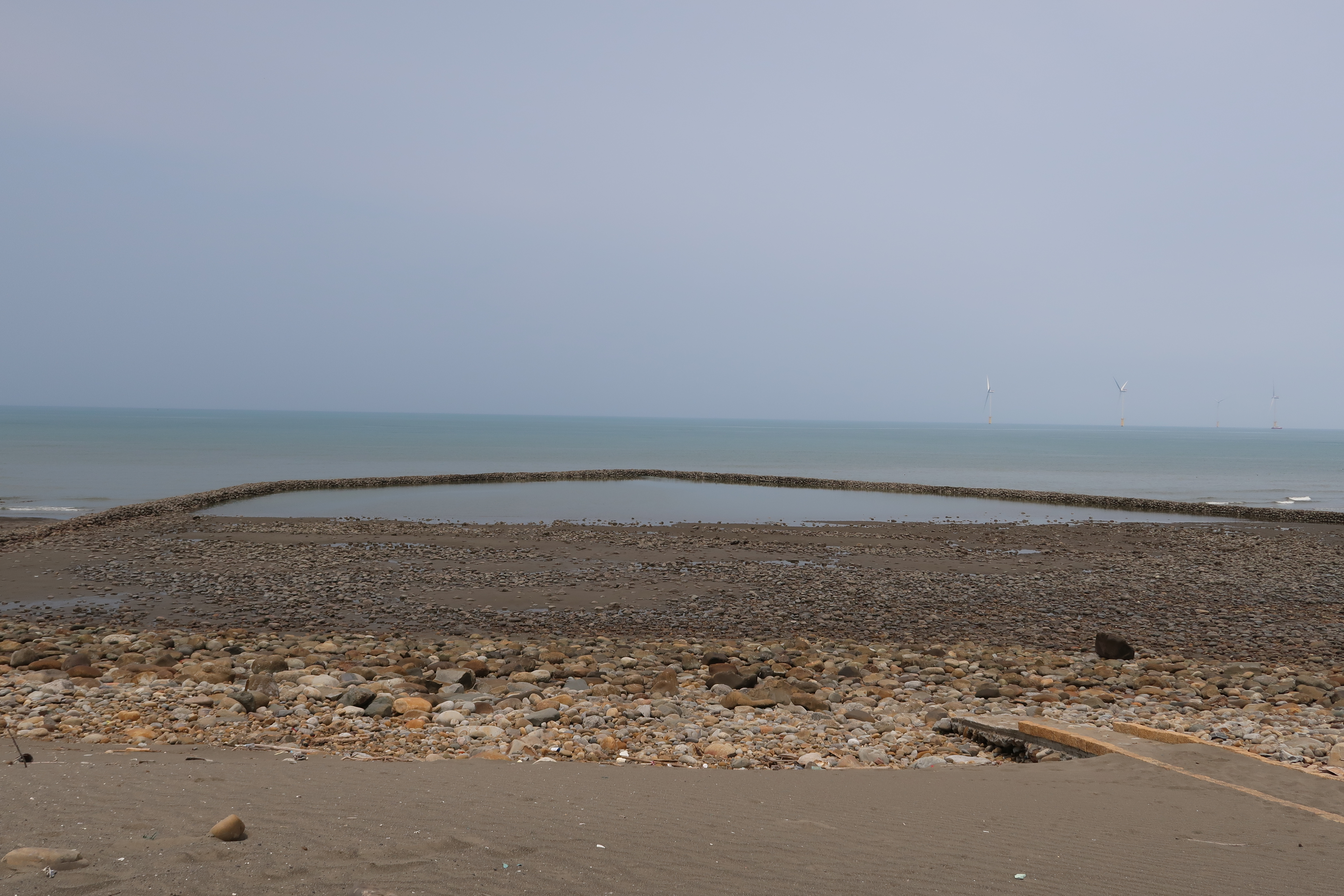
台湾本島の石滬

石干見（いしひび、英語：stone tidal weir）とは、干潟などの遠浅の海岸に岩石あるいはサンゴ石灰岩を積み上げて、半円形や馬蹄形に仕切り、潮の干満によって石積みの内側に取り残された魚介類を漁獲する伝統的な漁法、またはその石干見漁に用いられる石積み。潮の干満差が大きく、岩石が入手しやすい潮間帯では、世界各地に広く分布している。

## 概要

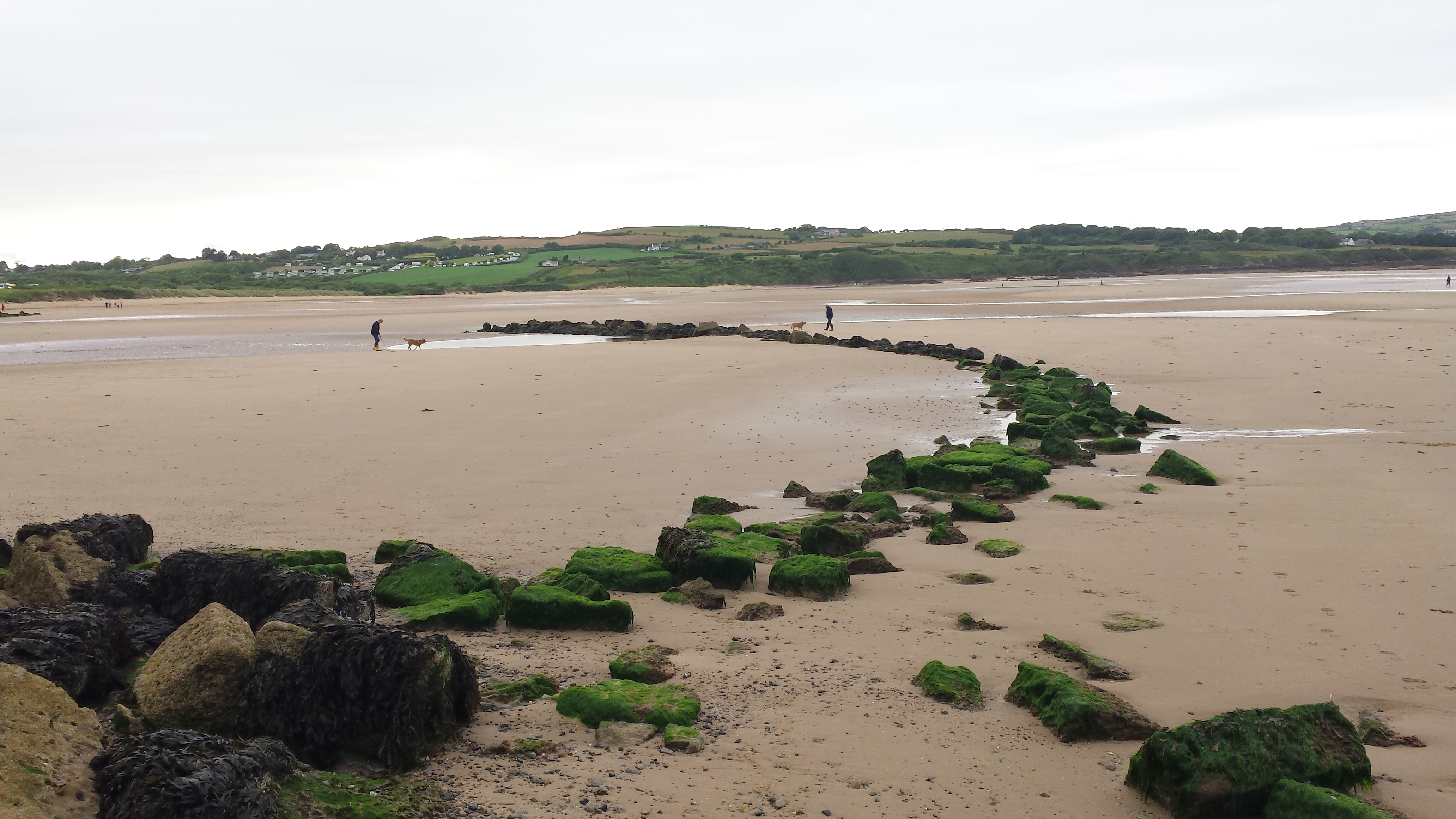
英国アングルシー島の石干見の痕跡

石干見は、日本の九州や南西諸島、朝鮮半島南部、澎湖諸島を含む台湾、中国大陸の福建省や海南島などの東アジア、東南アジア、南太平洋島嶼部、ペルシャ湾沿岸域を含むインド洋、南アフリカおよび西アフリカ、ヨーロッパの大西洋岸（en:Fishing weir）、北アメリカ（アメリカ先住民）などの広域で観察されている。近年、近代的な漁法の普及や沿岸開発により姿を消しつつある一方、その文化的価値や海洋環境への貢献的な役割が再評価され、保存や復元の取り組みが始まっている。国際連合教育科学文化機関（ユネスコ）の水中文化遺産保護条約が定める水中文化遺産である。
日本語の名称は、海底に竹や木材を立てて作った陥穽漁具「篊（ひび）」に石を使うという意味で、「石干見」という文字が当てられたことが語源であると推測されている。「いしひみ」と発音される場合もある。地域ごとの通称も多く、福岡県や大分県の周防灘沿岸では「ヒビ」、有明海に面する佐賀県鹿島市の嘉瀬浦では「イシアバ」、長崎県の有明海沿岸や島原半島、鹿児島県では「スクイ」あるいは「スキ」、五島列島では「スケ」あるいは「スケアン」と呼ばれている。南西諸島では、魚垣（ながき）として知られ、「カキ」、「カチ」、「カツ」などと命名されている。

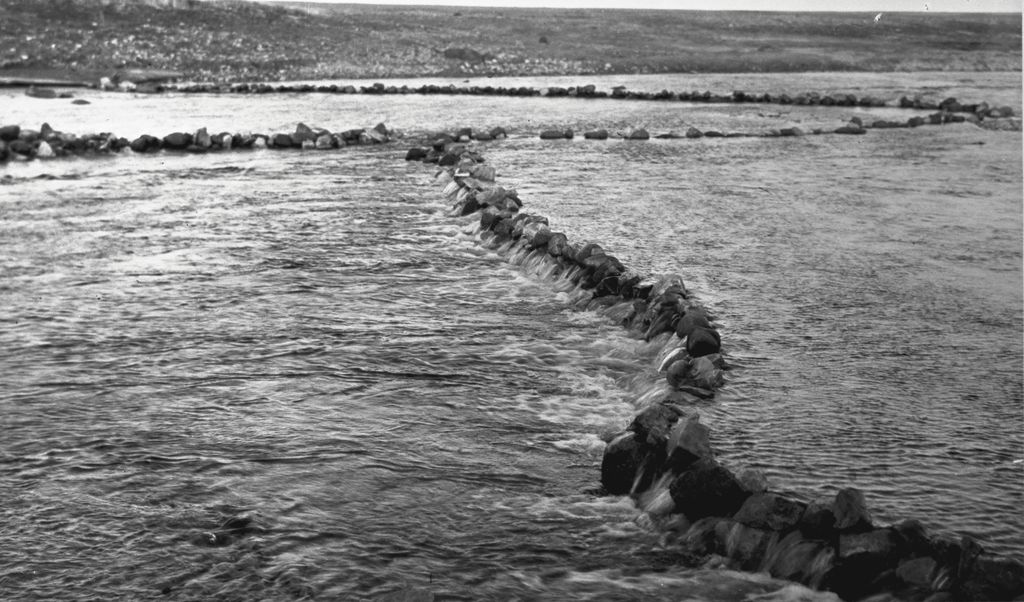
イヌイットの石干見

世界で初めて石干見を体系的に調査研究した文化人類学者の西村朝日太郎は、石干見が狩猟採集社会にも見られることから、石干見漁を人類最古の漁法と考え、石干見を「漁具の化石」と呼称した。他方、狩猟採集民が使用している小規模な石干見と比較して、大規模な石干見構築についての史料は中世以降のものしか残っておらず、長大なそれは園耕民あるいは農耕民の手によるものであるという意見もある。日本最古の石干見構築に関する史料は、1707年の「島原御領村々大概様子書」であり、南西諸島には魚垣構築の経緯を伝える1824年の板証文が残っている。フランスにはレ島の石干見（fr:Écluse à poissons）についての11世紀の文書があり、1525年に編さんされた『嘉靖惠安縣志』には中国福建省の石干見に関する記述がある。

## 日本の石干見

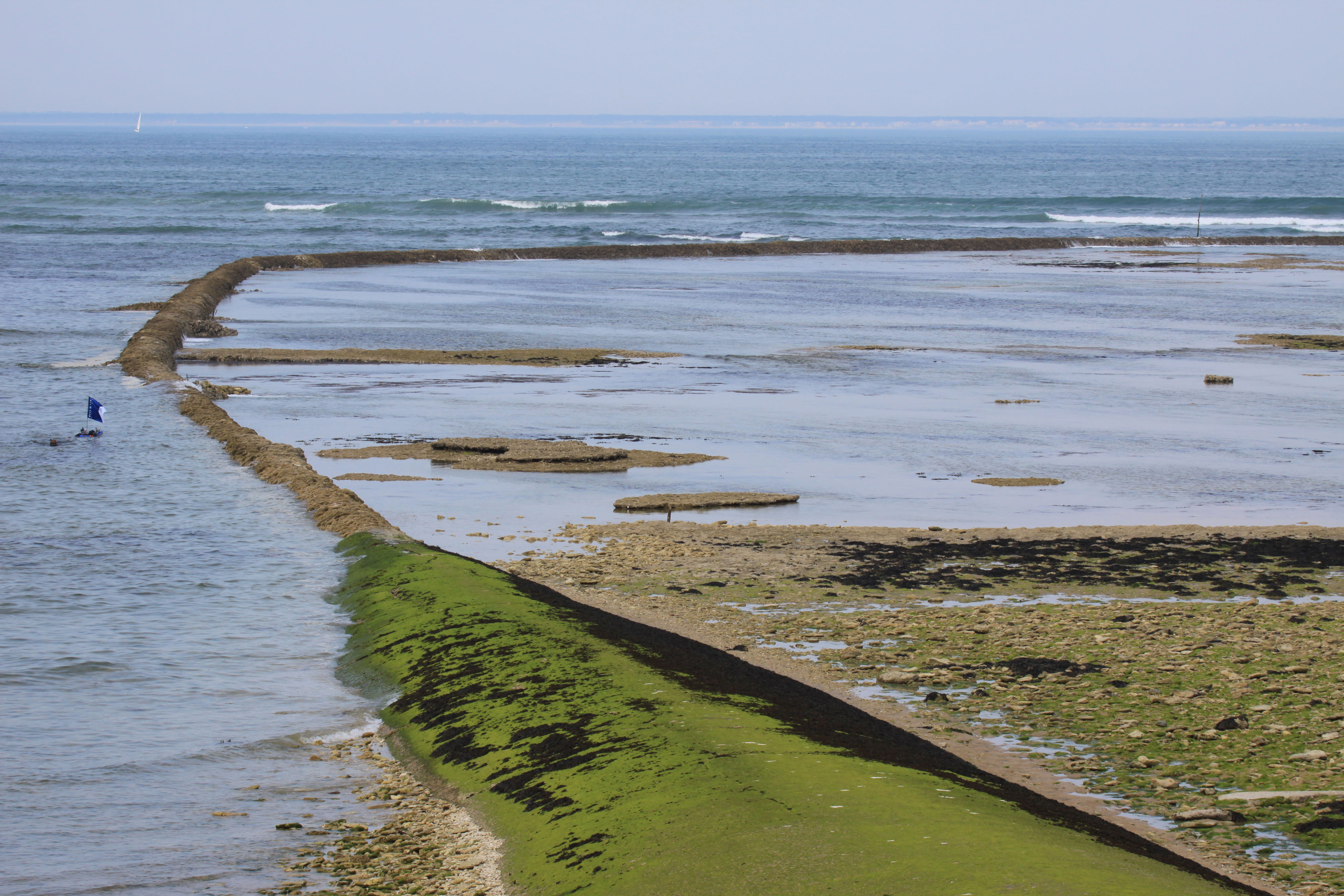
レ島（フランス）の石干見

日本国内に現存する石干見（復元したものも含む）の一覧である。これ以外に、奄美大島、加計呂麻島、徳之島にも、かつて使用されていた石干見の痕跡が残っている。

### 長崎県諫早市
有明海沿岸の干潟地帯では、かつては石干見漁が盛んであり、現在でも長崎県諫早市高来町には、現役の石干見が１基残っている。未来に残したい漁業漁村の歴史文化財産百選に選定されるとともに、諫早市の有形民俗文化財に指定されている。

### 長崎県島原市

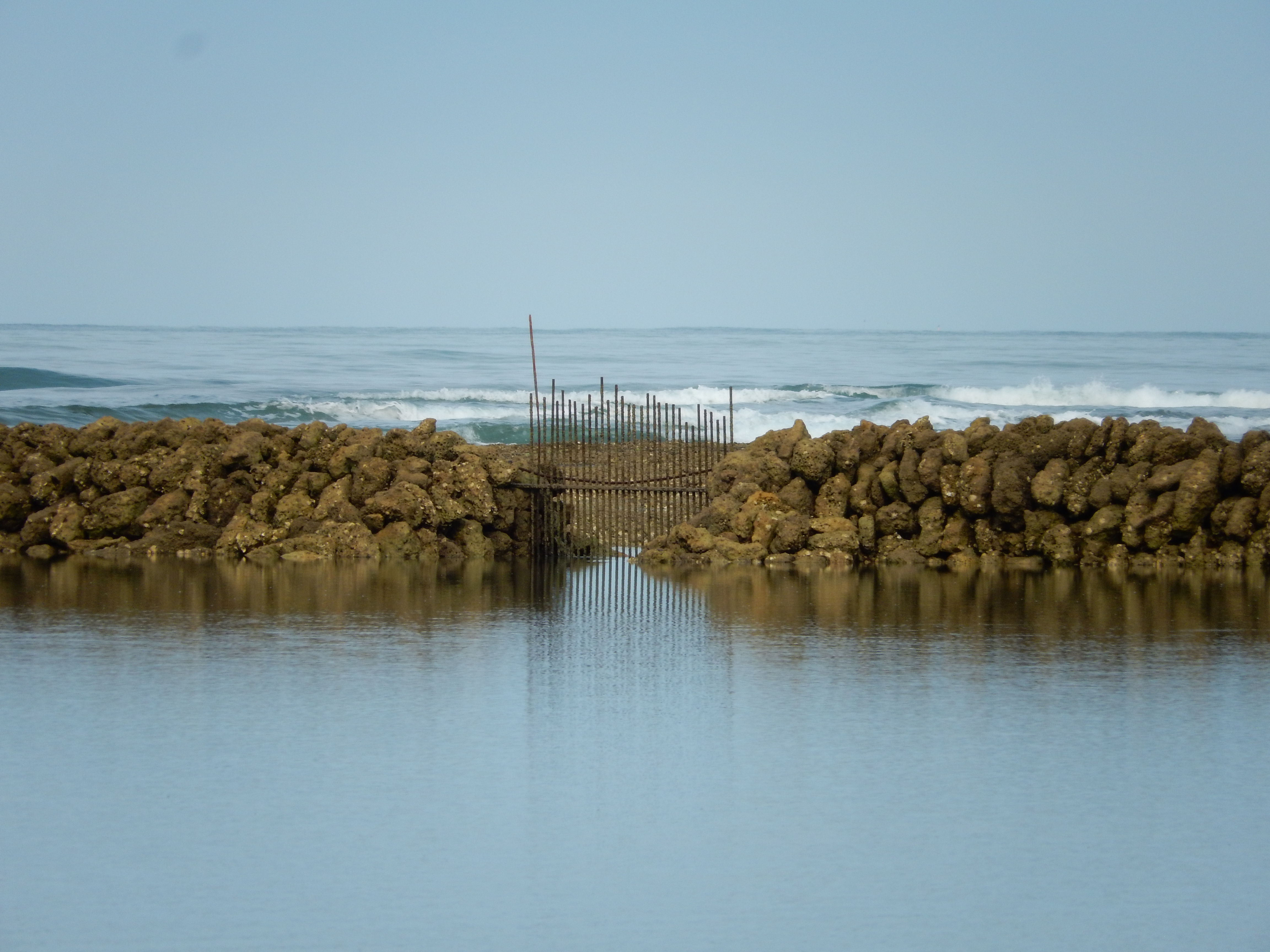
オレロン島（フランス）の石干見の排水口

長崎県島原市には、明治時代には29基の石干見（スクイ）があったが、第二次世界大戦後に海苔の養殖場が潮間帯に多数造成されたために、そのほとんどが撤去された。現在、復元されたものを含めて、3基の石干見が残るのみである。1879年1月2日に、大三東にある1基の石干見に大量のボラが入り、ボラズッキイと呼ばれるようになった。このボラを供養するために、当該石干見の所有者により、石干見の岩石を土台とした鰡供養塔が建立された。

### 長崎県南島原市
長崎県南島原市の布津町に、石干見が残存している。

### 長崎県雲仙市

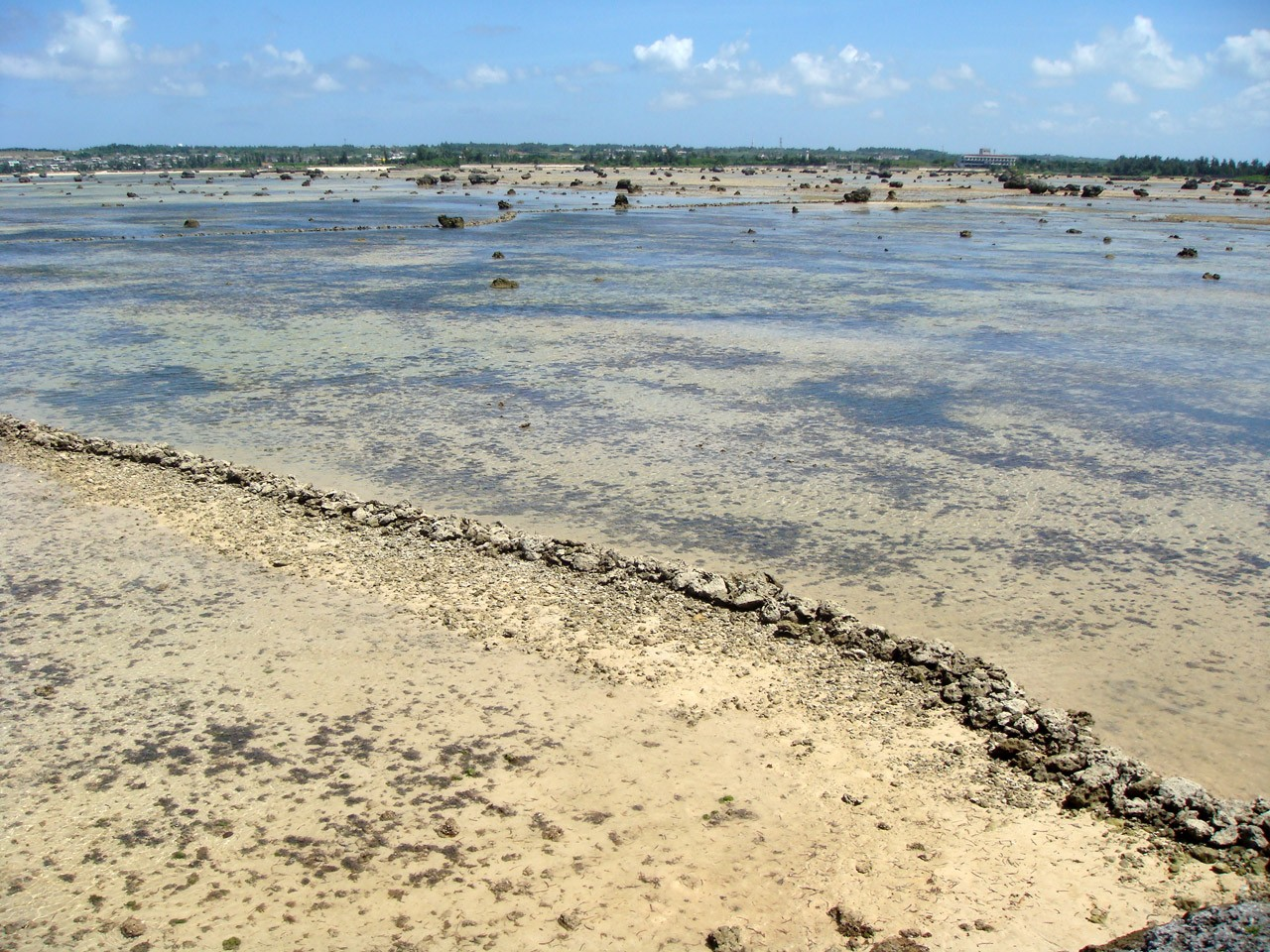
沖縄県下地島の魚垣

大正時代には、12基の石干見（スキ）が使用されていた。現在、現役の石干見は存在しないが、守山村と三室村の石干見はどちらも3重構造となっており、その石積みはかなり良好な状態で残存している。1753年に後者の石干見において、クジラが漁獲されたという記録が残っている。

### 長崎県五島市
長崎県五島市（旧三井楽町）塩水の石干見（スケアン）は、底部の幅約1.5m、高さ約1mの石垣が全長80mにわたって築かれている。ミズイカやメジナなどが漁獲されていた。現在は主に、観光用や小学校の体験学習用として利用されている。

### 大分県宇佐市

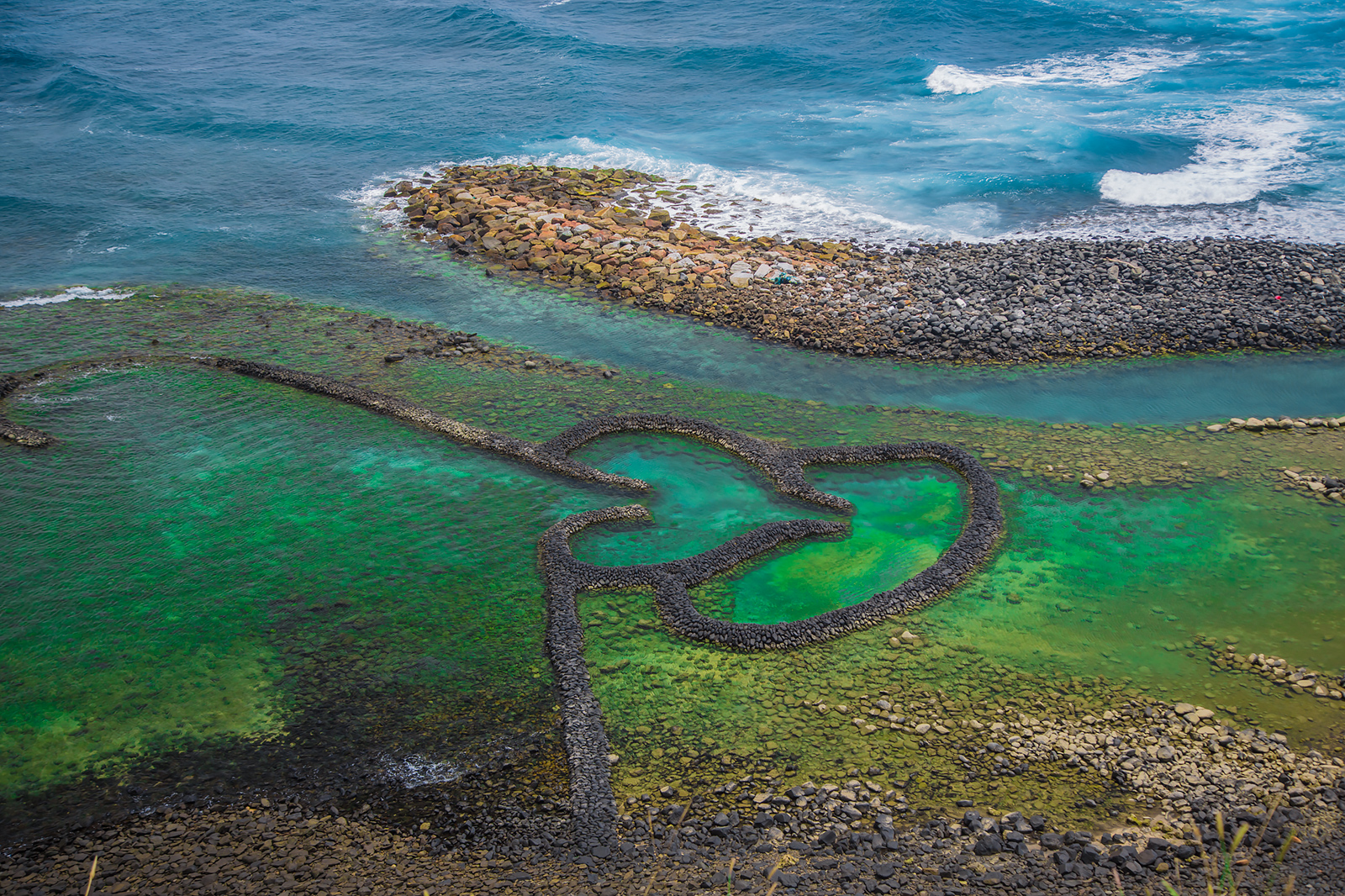
澎湖諸島のハート形の石滬

大分県宇佐市長洲では、昭和10年代まで7基、昭和30年代まで5基の石干見が残存し、ハゼ、カレイ、ガザミ等の漁撈が行われていた。2006年10月に、1基の石干見が復元され、観光用などに利用されている。

### 沖縄県下地島
沖縄県宮古島市下地島の魚垣（カツ）は、未来に残したい漁業漁村の歴史文化財産百選に選定されるとともに、宮古島市の有形民俗文化財に指定されている。

### 沖縄県石垣島

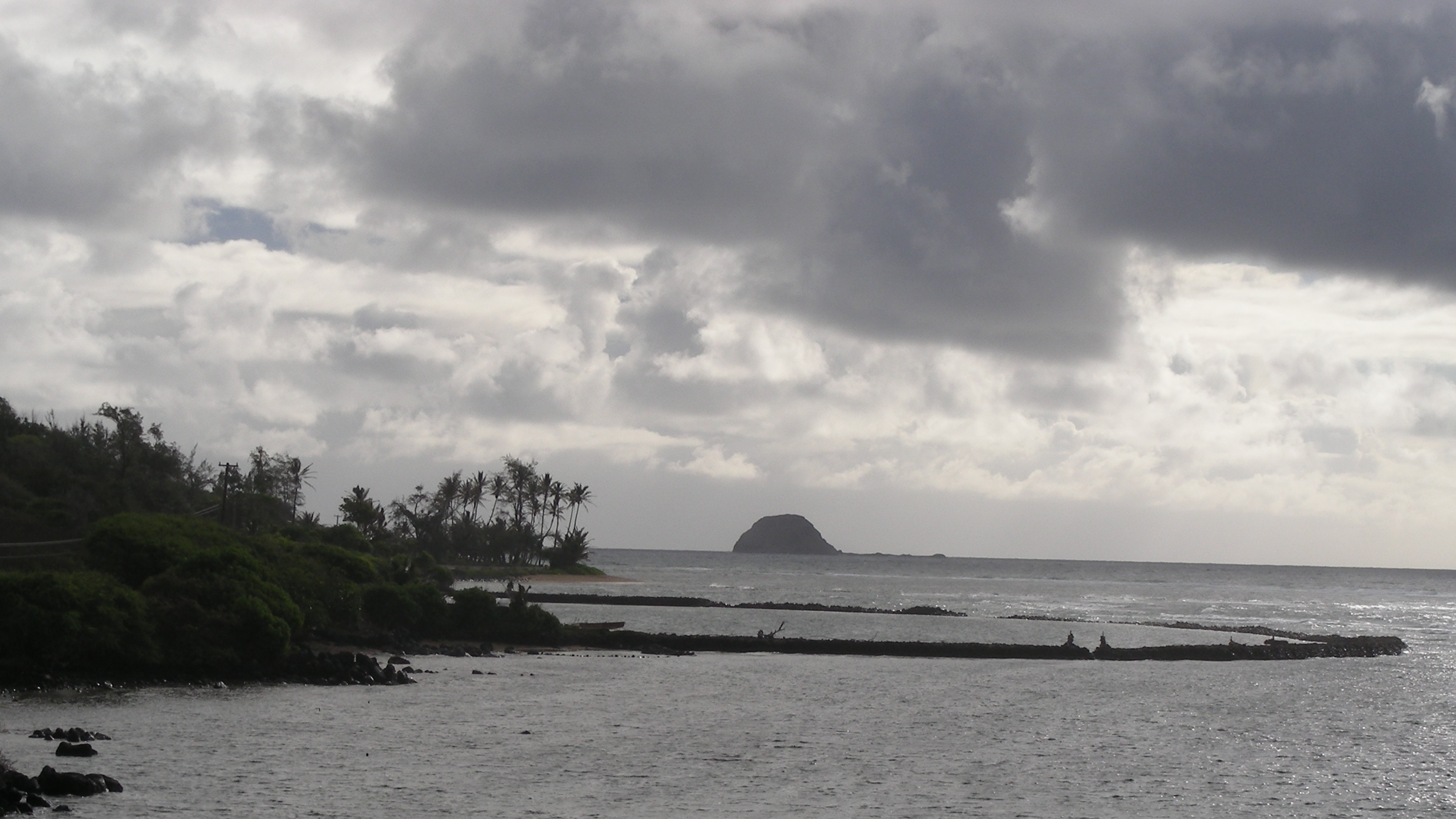
ハワイ諸島の養魚池

沖縄県石垣市の石垣島白保には、第二次世界大戦前には16基の魚垣（カチ）があったといわれている。2006年10月に、全長400mの魚垣が復元された。

### 沖縄県小浜島
沖縄県小浜島（八重山郡竹富町）の南岸には、石垣の最大幅1.5m、最大高0.8m、全長624mにおよぶ大規模な魚垣がある。島本海垣（スマンダーカクス）と呼ばれ、同島出身の女官が築かせたという経緯を伝える、琉球王国時代の1824年の板証文が残っている。竹富町指定文化財（種別：史跡）である。

## 世界の石干見

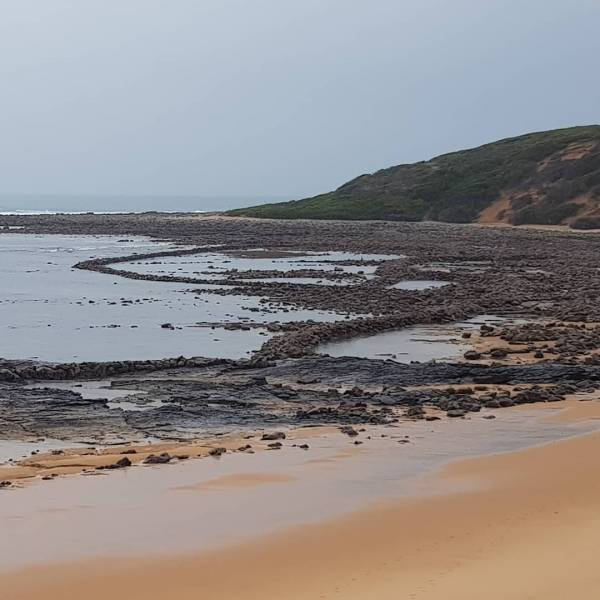
スティルベイの石干見は2018年に南アフリカの国家遺産に指定された。

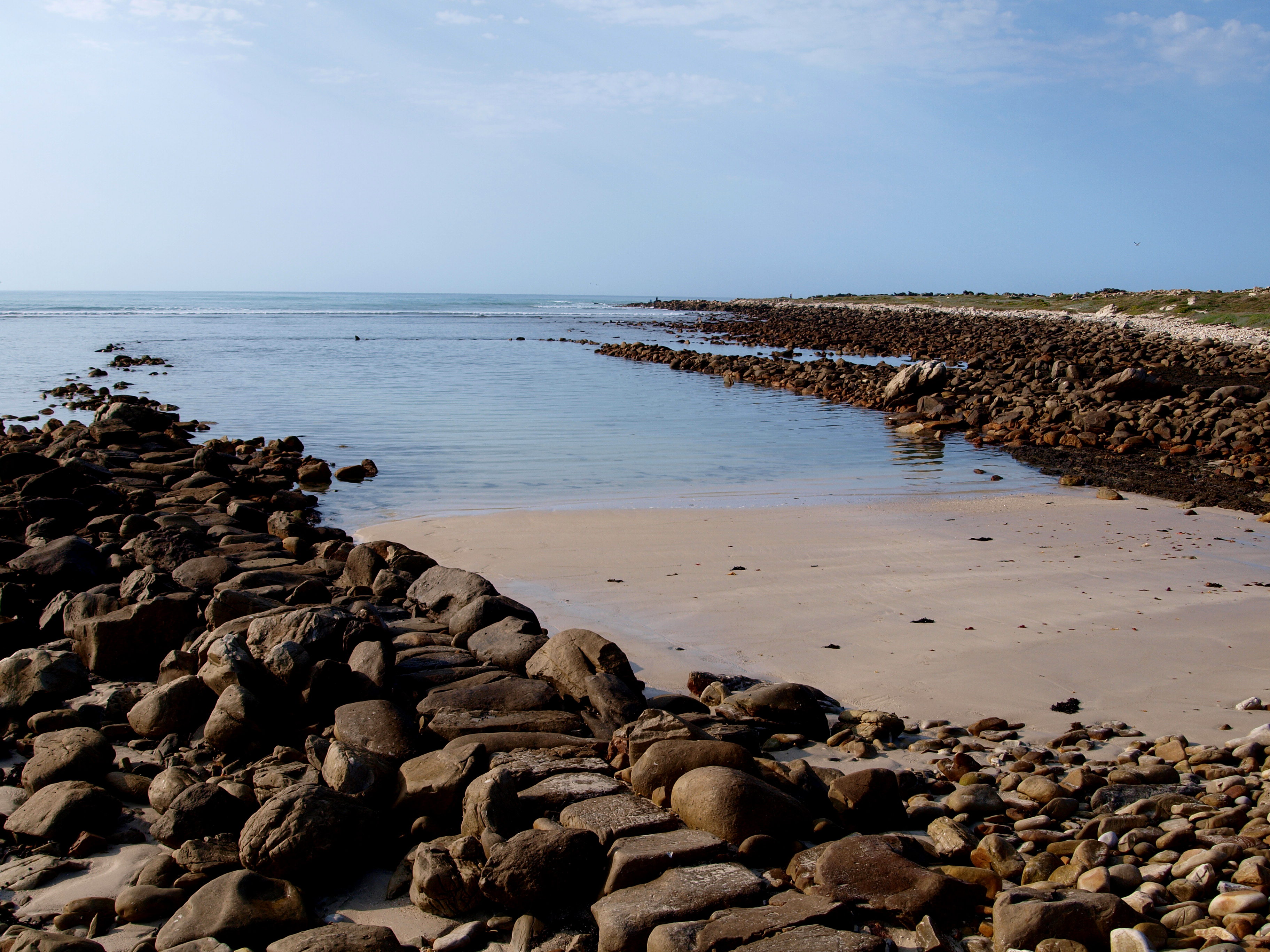
同上

中国語では通常、石干見は石滬（繁体字）あるいは石沪（簡体字）と表記される。ミクロネシア連邦のヤップ島では、アッチ（aech）と呼ばれる矢じり形の石干見が知られている。ハワイ諸島では、通常の石干見に加えて、ボラの養魚池に進化した形態のそれも観察されている。南アフリカでは、石干見はアフリカーンス語でフィス・ファイウェル（vis vywer）と命名されており、西アフリカのギニア湾にも石干見は分布している。近年では海洋考古学という脈絡で、先史時代の石干見の考古学的な発掘調査が始まってきている。2019年には、石干見の変種とも考えられているオーストラリア先住民の石造のウナギの罠をそこに含むバジ・ビム文化的景観（Budj Bim heritage areas）が、国際連合教育科学文化機関（ユネスコ）の世界遺産に登録された。